# Om jag var Zorn
Om jag var Zorn är den svenske artisten Lalla Hanssons sjätte studioalbum, utgivet den 21 november 2012 på skivbolaget Satellite Records.

## Låtlista
1. "Den väg som kallas livet" (Göran Danielsson Hjertstedt, Katarina Hjertstedt, Ulf Holmberg)
2. "Internet blues" (musik: Göran Danielsson Hjertstedt, Katarina Hjertstedt, Ulf Holmberg, text: Anders Åkerblom)
3. "Det är ett härligt liv (musik: Göran Danielsson Hjertstedt, Katarina Hjertstedt, Ulf Holmberg, text: Kenneth Gärdestad)
4. "Jag står kvar" (musik: Göran Danielsson Hjertstedt, text: Göran Danielsson Hjertstedt, Katarina Hjertstedt, Ulf Holmberg)
5. "Och bilen går bra" (Göran Danielsson Hjertstedt, Katarina Hjertstedt, Ulf Holmberg)
6. "Bilden av Stockholm" (Göran Danielsson Hjertstedt, Katarina Hjertstedt, Ulf Holmberg)
7. "Alberto" (Göran Danielsson Hjertstedt, Katarina Hjertstedt, Ulf Holmberg)
8. "Hej du gamle vän" (Göran Danielsson Hjertstedt, Katarina Hjertstedt, Ulf Holmberg)
9. "Pulsen måste slå" (Jon Sundberg, Ulf Holmberg)
10. "Fri" (Göran Danielsson Hjertstedt, Katarina Hjertstedt, Ulf Holmberg)
11. "Om jag var Zorn" (Jimmy Stålberg, Göran Danielsson Hjertstedt, Katarina Hjertstedt, Ulf Holmberg)

## Om albumet
Om jag var Zorn var Hanssons första studioalbum sedan 1987 års Hejdlöst. Det producerades av Göran Danielsson Hjertstedt och Ulf Holmberg som Hansson träffade 2011 vid Allsång på Skansen. Tanken var först att Danielsson Hjertstedt och Holmberg skulle producera ett livealbum åt Hanssons popgrupp Idolerna, men detta projekt gick i stöpet. I stället upptäckte duon att "det stämde" med Hansson och ett samarbete inleddes.
På albumet finns ingen Hanssonkomposition utan majoriteten av låtarna är skrivna av Danielsson Hjertstedt, Katarina Hjertstedt och Holmberg. Vissa låtar är medförfattade av Anders Åkerblom, Jon Sundberg, Jimmy Stålberg och Kenneth Gärdestad. Hansson testade först att skrivna egna låtar för skivan: "Jag satt och skrev en del själv, men var inte nöjd. Så dök Göran och Ulf som tur var upp i mitt liv och sedan dess har det rullat på."
Skivan spelades in i Danielsson Hjertstedts och Holmbergs studio i Vassunda under 2011–2012. Hansson medverkade på sång och gitarr, Micke Ajax på trummor, Danielsson Hjertstedt på keyboard, piano och elpiano, Staffan Ebbersten på violin, Holmberg på gitarr, elbas och keyboard samt Niklas Widén på steelguitar.
Omslaget föreställer Hansson som står och målar, likt konstnären Anders Zorn. Det gjordes av Katarina Hjertstedt. Inspirationen till albumets titel kom när Danielsson Hjertstedt med sin familj besökte Anders Zorn-museet 2011 och då fick ett pånyttfött intresse för dennes måleri.
Hansson har sagt följande om albumet: "Musiken på den nya skivan är lite blandad. Här finns svensk klassisk pop, country, rock, ballader och elo-inspirerade låtar med."

## Medverkande
- Micke Ajax – trummor
- Göran Danielsson Hjertstedt – keyboard, piano, elpiano, producent
- Staffan Ebbersten – violin
- Lalla Hansson – sång, gitarr
- Ulf Holmberg – gitarr, elbas, keyboard, trumprogrammering, producent
- Niklas Widén – steelguitar